# Eremophila micrantha
Eremophila micrantha är en flenörtsväxtart som beskrevs av Chinnock. Eremophila micrantha ingår i släktet Eremophila och familjen flenörtsväxter. Inga underarter finns listade i Catalogue of Life.